# IBM Fellow
IBM Fellow es la denominación de los integrantes a la junta de consejeros de IBM, directamente elegidos por el presidente de la compañía. Aproximadamente 4 o 5 personas son elegidas cada año como reconocimiento a su labor en la annual Corporate Technical Recognition Event (CTRE) en mayo o junio. Está considerado como el mayor honor que un tecnólogo puede obtener en IBM.
El programa de IBM Fellows fue creado en 1962 por Thomas J. Watson, Jr., como una vía para promover la creatividad en los profesionales más excepcionales de la compañía. La primera elección tuvo lugar en 1963. Los criterios para ser elegido son muy restrictivos y tienen en cuenta sólo los más significativos logros técnicos. Los elegidos tienen la oportunidad de continuar y poner en marcha proyectos en su área de conocimiento con la ayuda de IBM.
Desde 1963 188 IBM Fellows han sido nombrados, de ellos, 61 están en activo (2007). La comunidad técnica de IBM está formada por unas 200.000 personas.

## Lista de miembros
Una lista parcial de ellos:
- Charles H. Bennett (physics of information) (?)
- Paul Burton (?)
- Harlan Mills (?)
- Michael Swanson (?)
- Ralph Palmer (1963)
- Ralph E. Gomory (1964)
- Robert Henle (1964)
- Gene Amdahl (1965)
- Reynold B. Johnson (1966)
- Leo Esaki (1967)
- Richard Garwin (1967)
- Herman Goldstine (1967)
- Nathaniel Rochester (IBM) (1967)
- Peter Sorokin (1968)
- Rolf Landauer (1969)
- Enrico Clementi (1969)
- Kenneth Iverson (1970)
- John Cocke (1972)
- Edgar Codd (1972)
- Shmuel Winograd (1972)
- Dean Eastman (1974)
- Benoît Mandelbrot (1974)
- Henri Nussbaumer (1975)
- Robert Dennard (1979)
- David Thompson (1980)
- J. Georg Bednorz (1982)
- Karl Alexander Müller (1982)
- Richard Chu (1984)
- Alan Fowler (1984)
- Werner Kulcke (1984)
- Denis Mee (1984)
- James P. Gray (198?)
- Gottfried Ungerboeck (198?)
- Hans Pfeiffer (1985)
- Jerry Woodall (1985)
- G Glenn Henry (1985)
- Lubomyr Romankiw (1986)
- John Backus (1963)
- Gerd Binnig (1987)
- Nick Pippenger (1987)
- Bernard R. Aken, Jr. (1988)
- Michael Hatzakis (1988)
- James L. Walsh (1988)
- Frances E. Allen (1989)
- Donald Haderle (1989)
- Russell Lange (1989)
- Michael F. Cowlishaw (1990)
- J. Kent Howard (1990)
- Ellis J. Johnson (1990)
- Howard L. Kalter (1990)
- Randolf G. Scarborough (1990)
- Marc Auslander (199?)
- Richard Baum (1991)
- Bernard Meyerson (1992)
- Don Eigler (1993)
- Anthony Temple (1993)
- James T Brady (1994)
- Diane Pozefsky (1994)
- Patricia Selinger (1994)
- Mark Dean (1995)
- Bijan Davari (1996)
- James Rymarczyk (1996)
- Ted Selker (1996)
- Bruce Lindsay (1996)
- Ramesh Agarwal (1997)
- Jean Calvignac (1997)
- C. Mohan (1997)
- Cesar A. Gonzales (1998)
- Steven R. Hetzler (1998)
- Tze-Chiang Chen (1999)
- Alex Morrow (1999)
- Jeffrey M. Nick (1999)
- Stuart Parkin (1999)
- Hamid Pirahesh (1999)
- Gururaj Rao (1999)
- Nicholas Shelness (1999)
- C. Willson (1999)
- Carl J. Anderson (2000)
- Josephine M. Cheng (2000)
- H. Kumar Wickramasinghe (2000)
- Ravi K. Arimilli (2001)
- Donald F. Ferguson (2001)
- Jai M. Menon (2001)
- Joan L. Mitchell (2001)
- Arimasa Naitoh (2001)
- Jeffrey M. Nick (2001)
- Ghavam Shahidi (2001)
- Rakesh Agrawal (2002)
- Michael H. Hartung (2002)
- James A. Kahle (2002)
- Maurice J. Perks (2002)
- Anthony A. Storey (2002)
- Grady Booch (2003)
- Donald D. Chamberlin (2003)
- George M. Galambos (2003)
- Rodney A. Smith (2003)
- Charles F. Webb (2003)
- Phaedon Avouris (2004)
- Curt L. Cotner (2004)
- David L. Harame (2004)
- Audrey A. Helffrich (2004)
- Kevin A. Stoodley (2004)
- Evangelos S. Eleftheriou (2005)
- Larry M. Ernst (2005)
- Ed Kahan (2005)
- Bradley D. McCredie (2005)
- Yun Wang (2005)
- Thomas M. Bradicich (2006)
- John Maxwell Cohn (2006)
- Gennaro A. Cuomo (2006)
- Daniel C. Edelstein (2006)
- Alan Gara (2006)
- Ray Harishankar (2006)
- Kerrie L. Holley (2006)
- Carol A. Jones (2006)
- Brenda L. Dietrich (2007)
- David B. Lindquist (2007)
- Martin P. Nally (2007)
- Edward J. Seminaro (2007)
- Mark N. Wegman (2007)
- Chris C. Winter (2007)